# Frontera entre Sud-àfrica i Zimbàbue
La frontera entre Sud-àfrica i Zimbàbue és la línia fronterera de 225 kilòmetres en sentit Oest-Est, que separa Sud-àfrica de Zimbàbue a l'Àfrica Meridional, i està delimitada pel riu Limpopo.

## Traçat
El trifini occidental amb Botswana es troba en la confluència dels rius Shashi i Limpopo. La localització del trifini oriental amb Moçambic no està del tot clara. Aquest punt es troba bé en la confluència del riu Luvuvhu amb el Limpopo o bé en un punt proper del Limpopo senyalitzat amb balises a la frontera entre Moçambic i Zimbàbue.
La frontera es va establir en el Tractat de Pretòria de 1881 i es va redefinir en el Tractat de Londres de 1884, que va establir les fronteres de la República de Sud-àfrica (República de Transvaal). La República de Sud-àfrica més tard es va convertir en la Colònia de Transvaal i després va passar a formar part de la Unió Sud-africana, mentre que Matabelelàndia, al nord del riu Limpopo, va passar a formar part de la Colònia de Rhodèsia del Sud, que després va passar a ser Zimbàbue.

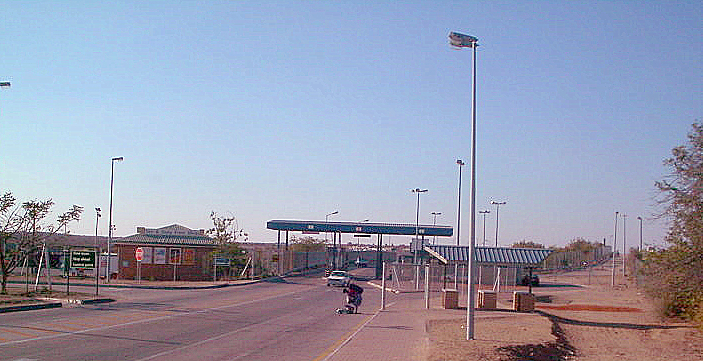
Pas fronterer de Beitbridge

Hi ha un únic pas fronterer en la localitat de Beitbridge, on l'autopista sud-africana N1 i l'autopista zimbabuenca A6 es troben en el pont Alfred Beit Road Bridge. Existeix un pont separat per a la línia de ferrocarril que connecta Pretòria (Sud-àfrica) i Bulawayo (Zimbabwe).
Aquesta frontera és travessada diàriament per al voltant de 300 persones de manera il·legal, a causa de la desigualtat entre la pobresa de Zimbàbue i l'economia emergent de Sud-àfrica
L'existència del bantustan "independent" de Venda entre 1979 i 1994, creat pel règim sud-africà, només afectaria uns 100 quilòmetres a la frontera entre Zimbàbue i aquesta entitat, que no va ser reconeguda per les Nacions Unides.